# Majakartti
Majakartti är en ö i Finland. Den ligger i Finska viken och i kommunen Fredrikshamn i den ekonomiska regionen  Kotka-Fredrikshamn i landskapet Kymmenedalen, i den södra delen av landet. Ön ligger omkring 39 kilometer öster om Kotka och omkring 150 kilometer öster om Helsingfors.
Öns area är 2,6 hektar och dess största längd är 320 meter i nord-sydlig riktning. Ön höjer sig omkring 10 meter över havsytan.